# Snestorm
Snestorm er i Danmark den vejrsituation der indtræffer, når der falder mere end 10 cm sne på mindre end seks timer, og middelvindhastigheden kommer over 10 m/s.
Snestorme forekommer sjældent i Danmark, som i gennemsnit kun har 30 dage med sne om året.
Andre lande har andre definitioner på snestorm:
I Nordamerika skal der være vind på mindst 16 m/s og 'kraftigt snefald', der nedsætter sigtbarheden til 400 meter i mindst tre timer. Sker det er der 'Blizzard'.
I Sverige skal der være frisk vind eller derover, og der skal falde 12 cm sne på 12 timer før svenskerne taler om 'Snöstorm' eller 'Yrväder'.
I Tyskland skal der falde 10 cm på seks timer, eller 15 cm på 12 timer, og det skal blæse over kulingstyrke. I bjergene skal der 30 cm sne til før der er tale om 'Schneesturm'.

## Kraftige snestorme i Danmark
- 23-25/12 2010 Sydlige egne og især Bornholm med op mod 1m sne
- 5-6/1 2010 Nordjylland og Vestjylland
- 21/2-23/2 2007 Nord- og Midtjylland samt Nord og Midtsjælland
- 5-6/1 2003 Specielt Nord og østsjælland samt København
- 19-21/2 2002 - Nord og Midtjylland samt Nordsjælland
- 18/2-19/2 1996 Specielt de sydlige egne.
- 28/12 1978-1/1 1979 Snestormen 1978/1979, kaldet 'Vinterkrigen' på Lolland og Falster eller Nytårssnestormen (århundredets snestorm)